# Parasciadonus
Parasciadonus is een geslacht van straalvinnige vissen uit de familie van naaldvissen (Aphyonidae).

## Soorten
- Parasciadonus brevibrachium Nielsen, 1984
- Parasciadonus pauciradiatus Nielsen, 1997